# Lagoa Rodrigo de Freitas

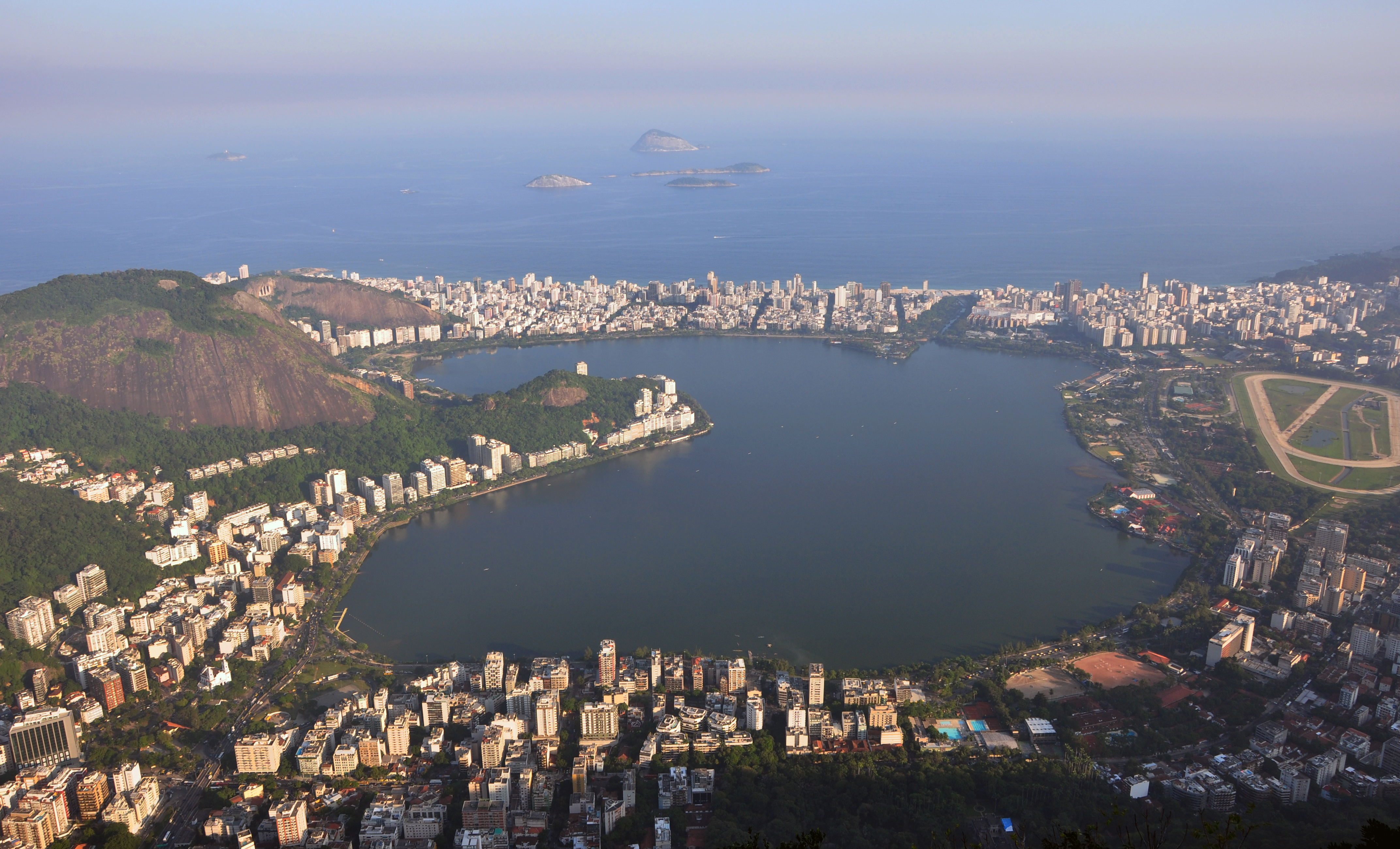
Widok na lagunę od strony pomnika Chrystusa Odkupiciela

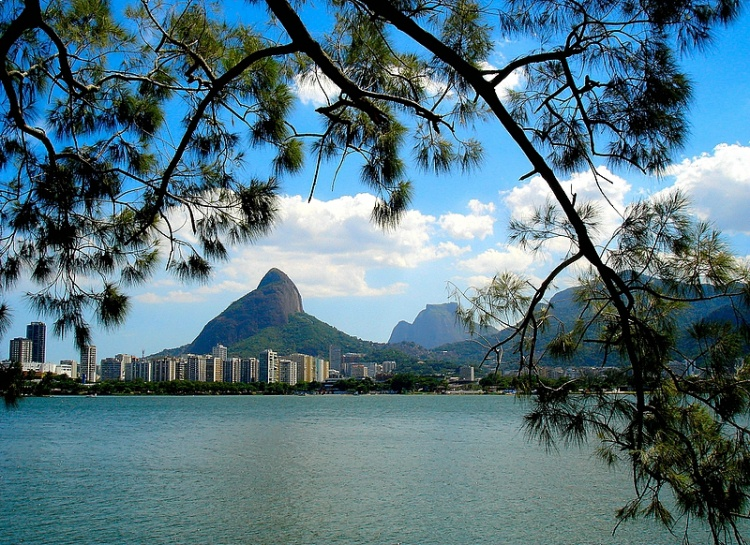
Widok na lagunę

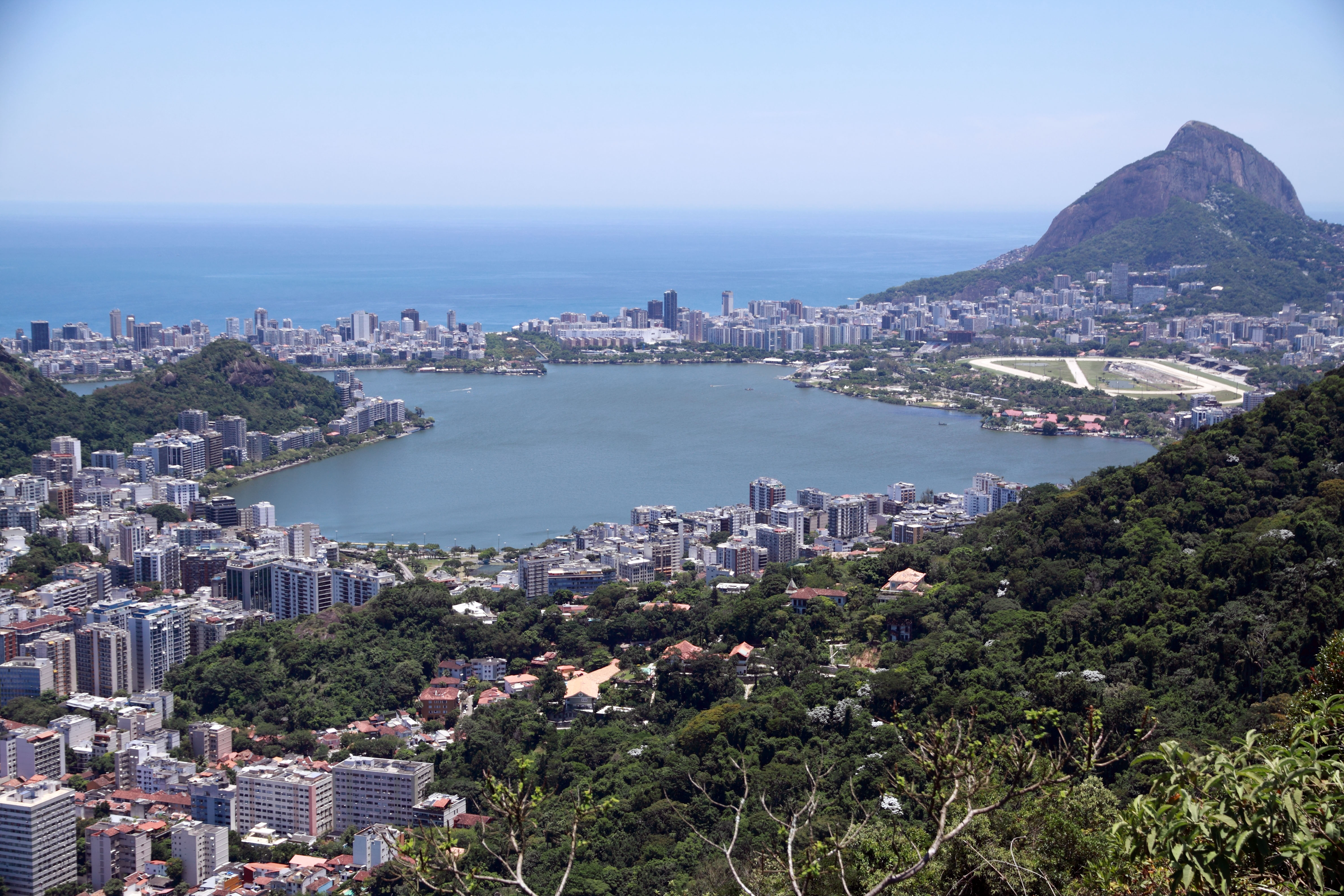
Lagoa Rodrigo de Freitas

Lagoa Rodrigo de Freitas – laguna w dystrykcie Lagoa w południowej części Rio de Janeiro. Laguna jest połączona z Oceanem Atlantyckim kanałem Jardim de Alá.

## Wyspy
- Wyspa Piraquê na zachodzie.

- Wyspa Caiçaras na wschodzie. Odbywała się tam jedna z konkurencji Igrzysk panamerykańskich 2007.

## Letnie igrzyska olimpijskie 2016
Odbędą się tam konkurencje kajakarskie i wioślarskie podczas igrzysk olimpijskich w 2016 roku. Laguna będzie także miejscem rozgrywania zawodów wioślarskich podczas igrzysk paraolimpijskich.